# Víctor Hugo Arévalo Jordán
Víctor Hugo Arévalo Jordán (Cochabamba, 23 de diciembre de 1946) es un escritor boliviano.

## Biografía
A los cuatro años se trasladó con sus padres a La Paz, donde vivió hasta 1982, cuando por razones de familia se radicó en la ciudad de Santa Fe, en Argentina. 

## Obras del autor
- Los Augures (2004)
- La puerta (2002)
- Réquiem (2002)
- La última sinfornia del mago
- La noche de los elegidos (2002)
- Recuerdos y silencios
- Recuerdos y silencios
- Testimonio (2004)
- Génesis (2002)